# کریستین مالکوم
کریستین مالکوم (انگلیسی: Christian Malcolm؛ زادهٔ ۳ ژوئن ۱۹۷۹) دونده سرعت اهل بریتانیا بود.